# Australia en los Juegos Olímpicos de San Luis 1904
Australia estuvo representada en los Juegos Olímpicos de San Luis 1904 por un total de 3 deportistas que compitieron en 2 deportes.  
El equipo olímpico australiano no obtuvo ninguna medalla en estos Juegos.